# Vers alb
Versul alb este un concept parțial sinonim cu versul liber, desemnând orice vers care nu se supune nici unui fel de restricții privind ritmul (sau piciorul metric) sau rima. Versul alb poate avea însă picior metric, fiind varianta mediană, intermediară dintre versul obișnuit și cel liber.

## Diferențe
Versul este un rând dintr-o poezie, în organizarea căruia sunt respectate anumite reguli (rimă, ritm, măsură, cezură). În poezia tradițională apar aceleași finaluri de vers (rimele), aceleași picioare metrice, aceleași poziții ale accentelor, aceeași măsură metrică (versuri cu măsură egală).
În versul liber, rima, ritmul și măsura sunt aplicate după voie. Anticipat de Grigore Alexandrescu în fabulele sale, versul liber este cultivat de poeții simboliști, care contestă monotonia ritmică a poeziei tradiționale. Ceea ce urmăresc ei este renunțarea nu la ritmul în sine, ci la ritmul rezultat din aplicarea consecventă a unor formule metrice repetitive. Experiența simbolistă a versului liber a fost continuată de către poeți.
Versul alb este o rimă a poeziei care constă în faptul că nici un vers nu rimează în poezie. Iată un exemplu:

Roua dimineții

pe frunze

alunecă

lin.
Versul alb apare predominant în poezia modernistă și cea postmodernistă.